# Daphne Pollard

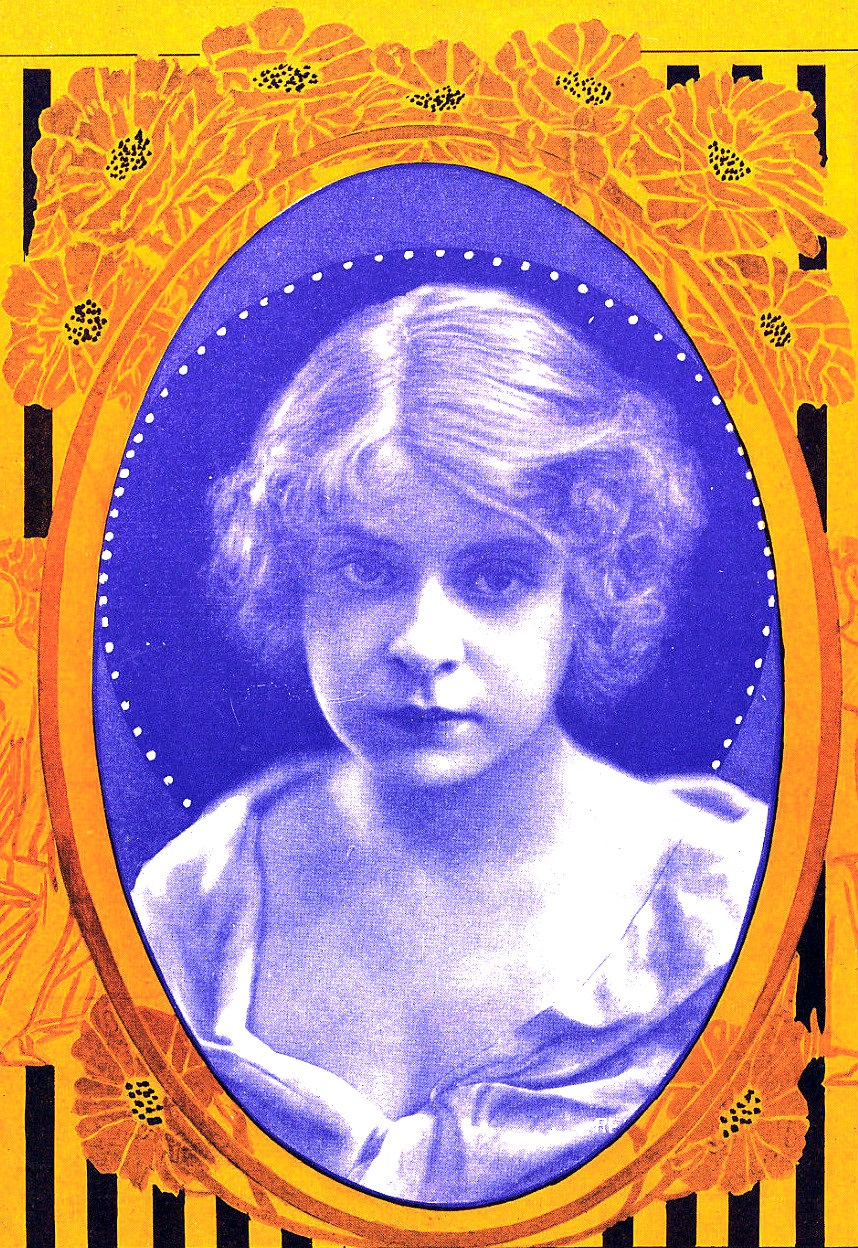
Daphne Pollard (1915)

Daphne Pollard (* 19. Oktober 1891 in Melbourne, Victoria als Daphne Trott; † 22. Februar 1978 in Los Angeles, Kalifornien) war eine australisch-amerikanische Schauspielerin und Komikerin.

## Leben und Karriere
Daphne Trotts genaues Geburtsjahr ist umstritten, verschiedene Quellen geben 1891, 1892 und 1893 an. Bereits im Alter von sechs Jahren stand die Australierin erstmals auf der Bühne. Neben ihrer älteren Schwester Ivy spielte sie in einer erfolgreichen Kinder-Schauspieltruppe namens „Pollard Lilliputian Opera Company“, welche um die Jahrhundertwende durch Australien, Neuseeland und die Vereinigten Staaten tourte. Den Namen der Schauspielertruppe, Pollard, verwendete Daphne später auch als Künstlernamen für ihre Solo-Karriere. Mit 16 Jahren ließ sie sich in Los Angeles nieder und spielte dort unter anderem in The Bohemian Girl am örtlichen Theater. Zu Pollards Markenzeichen wurde ihre geringe Größe – auch als Erwachsene wurde sie nicht größer als 1,45 Meter. Im Herbst 1908 reiste sie mit anderen Schauspielern wie Harry Macdonough und Charles Halton nach New York, wo sie in der Grand Opera verschiedene Stücke aufführten. Im Dezember 1908 war sie erstmals am Broadway zu sehen, wo sie später noch zweimal spielte. Hauptsächlich war sie allerdings in Los Angeles als Schauspielerin zu sehen, überwiegend in komödiantischen Rollen.
1927 stieg Pollard mit Auftritten bei Mack Sennetts Kurzfilm-Komödien ins Filmgeschäft ein, wo sie unter anderem neben der noch weitgehend unbekannten Carole Lombard spielte, mit welcher sie auch privat befreundet war. In Erinnerung blieb Pollard auch durch ihre Auftritte in drei Laurel-und-Hardy-Filmen: In Wir sind vom schottischen Infanterie-Regiment (1935) spielte sie das freche Dienstmädchen Millie, und in Zum Nachtisch weiche Birne (1935) und Die Doppelgänger (1936) war sie als streitsüchtige Ehefrau von Oliver Hardy zu sehen. Nach rund 60 Filmen, fast ausschließlich Komödien, zog sie sich 1943 aus dem Schauspielgeschäft zurück – mit einem Auftritt im Laurel-und-Hardy-Film Die Tanzmeister als Mutter in einer Tanzschule. Anschließend kehrte Pollard zu ihren Wurzeln ins Vaudeville-Theater zurück.
Im August 1911 heiratete sie Ellington Strother Bunch, ansonsten ist nichts über ihr Privatleben bekannt. 1978 verstarb Daphne Pollard in Los Angeles im Alter von 86 Jahren. Sie liegt im Forest Lawn Memorial Park in Hollywood Hills begraben.

## Filmografie (Auswahl)
- 1922: The Crossroads of New York
- 1927: The Girl from Everywhere (Kurzfilm)
- 1928: Love at First Flight
- 1928: The Swim Princess
- 1928: Daphne Pollard in Cleo to Cleopatra
- 1928: Run, Girl, Run (Kurzfilm)
- 1928: The Good-Bye Kiss
- 1928: Hit of the Show
- 1928: The Campus Carmen
- 1928: Sinners in Love
- 1928: The Campus Vamp
- 1928: Smith’s Restaurant
- 1928: The Girl from Nowhere
- 1928: The Lion’s Roar
- 1929: The Old Barn
- 1929: Ladies Must Eat
- 1929: Matchmaking Mamma
- 1929: The Nightwatchman’s Mistake
- 1929: Big Time
- 1929: South Sea Rose
- 1929: The Sky Hawk
- 1930: Sugar Plum Papa
- 1930: Bulls and Bears
- 1930: Honeymoon Zeppelin
- 1930: Swing High
- 1930: Goodbye Legs
- 1930: Divorced Sweethearts
- 1930: Don’t Bite Your Dentist
- 1930: Breakfast in Bed
- 1930: Racket Cheers
- 1930: Help Wanted, Female
- 1930: Loose Ankles
- 1930: Bright Lights
- 1931: Seein’ Injuns
- 1931: Hot Wires
- 1931: Bare Knees
- 1931: She Snoops to Conquer
- 1931: The Cat’s Paw
- 1931: Slide, Speedy, Slide
- 1931: Crashing Reno
- 1931: Fast and Furious
- 1931: Sold at Auction
- 1931: Straight Goods
- 1931: The Lady Refuses
- 1932: Hawkins & Watkins Inc.
- 1932: Monkey Shines
- 1934: Smoked Hams
- 1934: A Peach of a Pair
- 1935: His First Flame
- 1935: Laurel und Hardy – Zum Nachtisch weiche Birne (Thicker Than Water; Kurzfilm)
- 1935: Laurel und Hardy – Wir sind vom schottischen Infanterie-Regiment (Bonnie Scotland)
- 1936: Laurel und Hardy – Die Doppelgänger (Our Relations)
- 1941: Tillie the Toiler
- 1943: Kid Dynamite
- 1943: Laurel und Hardy – Die Tanzmeister (The Dancing Masters)